# Ligue des nations féminine de volley-ball 2022
 (juin 2022).
Si vous disposez d'ouvrages ou d'articles de référence ou si vous connaissez des sites web de qualité traitant du thème abordé ici, merci de compléter l'article en donnant les références utiles à sa vérifiabilité et en les liant à la section « Notes et références ».
Navigation
2021 2023
La 4e édition de la Ligue des nations féminine de volley-ball se déroule du 31 mai au 3 juillet 2022, pour la phase préliminaire et du 13 juillet au 17 juillet 2022 pour la phase finale.

## Format de la compétition

### Tour préliminaire
Les 16 équipes — à savoir les 11 équipes « récurrentes » (Allemagne, Brésil, Chine, Corée du Sud, États-Unis, Italie, Japon, Pays-Bas, Serbie, Thaïlande et Turquie), ainsi que les 5 équipes « challengers » (Belgique, Bulgarie, Canada, République Dominicaine,et Pologne) — participent à une phase de groupes. Durant le tournoi de 2022, le format de compétition change. Ce nouveau format verra s'affronter 16 équipes dans des poules de 8 équipes durant la première phase. Chaque équipe jouera 12 matchs durant cette étape. Huit équipes vont ensuite s'affronter pendant la phase finale.
La relégation ne prend en compte que les équipes « challengers ». La dernière équipe de challenger classée sera reléguée et participera à la Challenger Cup. Le vainqueur de la Coupe Challenger se qualifiera pour la prochaine édition de la Ligue des Nations en tant qu'équipe challenger.

### Phase finale
La phase finale verra s'affronter les 7 meilleures équipes ainsi que la Turquie qui accède directement aux phases finales en tant qu'organisateur.
Cette phase est constituée de 8 matchs : 4 quarts de finale, 2 demi-finales, petite et grande finales.
Pour les quarts de finale, l'équipe classée 1ère affrontera celle classée 8ème, la 2nde affrontera la 7ème, la 3ème jouera contre la 6ème et la 4ème sera opposée à la 5ème. L'équipe du pays hôte sera classée en première position si elle termine dans les 8 premières places. Si ce n'est pas le cas, elle sera classée 8ème.

## Salles

### Tour préliminaire
| Poule 1                  | Poule 2             | Poule 3                 |
| Bossier City, États-Unis | Ankara, Turquie     | Brasília, Brésil        |
| ------------------------ | ------------------- | ----------------------- |
| Brookshire Grocery Arena | Ankara Arena        | Nilson Nelson Gymnasium |
| Capacité: 14,000         | Capacité: 10,400    | Capacité: 11,105        |
|                          |                     |                         |
| Poule 4                  | Poule 5             | Poule 6                 |
| Quezon City, Philippines | Calgary, Canada     | Sofia, Bulgarie         |
| Araneta Coliseum         | 7 Chiefs Sportsplex | Armeets Arena           |
| Capacité: 16,035         | Capacité: 5,000     | Capacité: 15,373        |
|                          |                     |                         |

### Phase finale
| Tous les matchs  |
| ---------------- |
| Ankara, Turquie  |
| Ankara Arena     |
| Capacité: 10,400 |
|                  |

## Composition des poules
La composition des poules a été officialisée le 7 décembre 2021.
| Semaine 1                                                                            | Semaine 1                                                        | Semaine 2                                                                           | Semaine 2                                                         | Semaine 3                                                          | Semaine 3                                                                          |
| Poule 1 États-Unis                                                                   | Poule 2 Turquie                                                  | Poule 3 Brésil                                                                      | Poule 4 Philippines                                               | Poule 5 Canada                                                     | Poule 6 Bulgarie                                                                   |
| ------------------------------------------------------------------------------------ | ---------------------------------------------------------------- | ----------------------------------------------------------------------------------- | ----------------------------------------------------------------- | ------------------------------------------------------------------ | ---------------------------------------------------------------------------------- |
| Brésil Canada République dominicaine Allemagne Japon Pologne Corée du Sud États-Unis | Belgique Bulgarie Chine Italie Pays-Bas Serbie Thaïlande Turquie | Brésil République dominicaine Allemagne Italie Pays-Bas Serbie Corée du Sud Turquie | Belgique Bulgarie Canada Chine Japon Pologne Thaïlande États-Unis | Belgique Canada Allemagne Japon Pays-Bas Serbie Turquie États-Unis | Brésil Bulgarie Chine République dominicaine Italie Pologne Corée du Sud Thaïlande |

## Classement

### Critères de départage
Le classement général se fait de la façon suivante :
1. plus grand nombre de victoires ;
2. plus grand nombre de points ;
3. plus grand ratio de sets pour/contre ;
4. plus grand ratio de points pour/contre ;
5. Résultat de la confrontation directe ;
6. si, après l’application des critères 1 à 5, plusieurs équipes sont toujours à égalité, les critères 1 à 5 sont à nouveau appliqués exclusivement aux matches entre les équipes concernées afin de déterminer leur classement final.

### Légende du classement
Rappel – Une équipe marque :
- 3 points pour une victoire sans tie-break (colonne G) ;
- 2 points pour une victoire au tie-break (Gt) ;
- 1 point pour une défaite au tie-break (Pt) ;
- 0 point pour une défaite sans tie-break (P) ;

### Tour préliminaire
Source : FIVB
| #  | Équipe                 | Pts | J  | G  | Gt | Pt | P  | Sp | Sc | Ratio | Pp   | Pc   | Ratio |
| 1  | États-Unis             | 32  | 12 | 10 | 1  | 0  | 1  | 33 | 7  | 4.714 | 961  | 810  | 1.186 |
| 2  | Brésil                 | 29  | 12 | 9  | 1  | 0  | 2  | 31 | 12 | 2.583 | 997  | 898  | 1.11  |
| 3  | Italie                 | 29  | 12 | 9  | 1  | 0  | 2  | 31 | 13 | 2.385 | 1021 | 888  | 1.15  |
| 4  | Chine                  | 26  | 12 | 8  | 0  | 2  | 2  | 29 | 17 | 1.706 | 1046 | 923  | 1.133 |
| 5  | Japon                  | 25  | 12 | 7  | 1  | 2  | 2  | 30 | 16 | 1.875 | 1042 | 931  | 1.119 |
| 6  | Serbie                 | 23  | 12 | 6  | 2  | 1  | 3  | 27 | 20 | 1.35  | 1042 | 1044 | 0.998 |
| 7  | Turquie                | 23  | 12 | 7  | 0  | 2  | 3  | 28 | 18 | 1.556 | 1060 | 966  | 1.097 |
| 8  | Thaïlande              | 15  | 12 | 3  | 2  | 2  | 5  | 22 | 25 | 0.88  | 994  | 1049 | 0.948 |
| 9  | République dominicaine | 14  | 12 | 3  | 2  | 1  | 6  | 19 | 27 | 0.704 | 926  | 1039 | 0.891 |
| 10 | Allemagne              | 14  | 12 | 4  | 0  | 2  | 6  | 20 | 27 | 0.741 | 1045 | 1057 | 0.989 |
| 11 | Pays-Bas               | 14  | 12 | 3  | 1  | 3  | 5  | 20 | 28 | 0.714 | 1010 | 1047 | 0.965 |
| 12 | Canada                 | 12  | 12 | 4  | 0  | 0  | 8  | 17 | 26 | 0.654 | 961  | 989  | 0.972 |
| 13 | Pologne                | 12  | 12 | 2  | 2  | 2  | 6  | 18 | 29 | 0.621 | 1005 | 1049 | 0.958 |
| 14 | Bulgarie               | 12  | 12 | 3  | 1  | 1  | 7  | 14 | 27 | 0.519 | 867  | 914  | 0.949 |
| 15 | Belgique               | 8   | 12 | 0  | 4  | 0  | 8  | 18 | 32 | 0.563 | 1034 | 1130 | 0.915 |
| 16 | Corée du Sud           | 0   | 12 | 0  | 0  | 0  | 12 | 3  | 36 | 0.083 | 701  | 978  | 0.717 |

## Tour préliminaire
Source : FIVB
Tous les horaires sont en heure locale.

## Phase finale
- Lieu:  Ankara Arena, Ankara, Turquie
- Fuseau horaire: UTC+01:00

|  | Quarts de finale | Quarts de finale |                  |                  | Demi-finales           | Demi-finales           |   |  | Finale           | Finale           |
|  | Quarts de finale | Quarts de finale |                  |                  | Demi-finales           | Demi-finales           |   |  | Finale           | Finale           |
|  |                  |                  |                  |                  |                        |                        |   |  |                  |                  |
|  | 13.07.22 à 15:00 | 13.07.22 à 15:00 |                  |                  | 16.07.22 à 15:00       | 16.07.22 à 15:00       |   |  | 17.07.22 à 18:30 | 17.07.22 à 18:30 |
|  | 13.07.22 à 15:00 | 13.07.22 à 15:00 |                  |                  | 16.07.22 à 15:00       | 16.07.22 à 15:00       |   |  | 17.07.22 à 18:30 | 17.07.22 à 18:30 |
|  | Brésil           | 3                |                  |                  | 16.07.22 à 15:00       | 16.07.22 à 15:00       |   |  | 17.07.22 à 18:30 | 17.07.22 à 18:30 |
|  | Brésil           | 3                |                  |                  | 16.07.22 à 15:00       | 16.07.22 à 15:00       |   |  | 17.07.22 à 18:30 | 17.07.22 à 18:30 |
|  | Japon            | 1                |                  |                  | 16.07.22 à 15:00       | 16.07.22 à 15:00       |   |  | 17.07.22 à 18:30 | 17.07.22 à 18:30 |
|  | Japon            | 1                | Brésil           | 3                |                        |                        |   |  | 17.07.22 à 18:30 | 17.07.22 à 18:30 |
|  | 13.07.22 à 18:30 |                  | Brésil           | 3                |                        |                        |   |  | 17.07.22 à 18:30 | 17.07.22 à 18:30 |
|  |                  | Serbie           | 1                |                  |                        |                        |   |  | 17.07.22 à 18:30 | 17.07.22 à 18:30 |
|  | États-Unis       | Serbie           | 1                | 2                |                        |                        |   |  | 17.07.22 à 18:30 | 17.07.22 à 18:30 |
|  | États-Unis       |                  |                  | 2                |                        |                        |   |  | 17.07.22 à 18:30 | 17.07.22 à 18:30 |
|  | Serbie           | 3                |                  |                  |                        |                        |   |  | 17.07.22 à 18:30 | 17.07.22 à 18:30 |
|  | Serbie           | 3                | Brésil           | 0                |                        |                        |   |  |                  |                  |
|  | 14.07.22 à 15:00 |                  | Brésil           | 0                |                        |                        |   |  |                  |                  |
|  |                  | Italie           | 3                |                  |                        |                        |   |  |                  |                  |
|  | Italie           | Italie           | 3                | 3                |                        |                        |   |  |                  |                  |
|  | Italie           | 16.07.22 à 18:30 |                  | 3                |                        |                        |   |  |                  |                  |
|  | Chine            | 1                |                  |                  |                        |                        |   |  |                  |                  |
|  | Chine            | 1                | Italie           | 3                |                        |                        |   |  |                  |                  |
|  | 14.07.22 à 18:30 | 14.07.22 à 18:30 | Italie           | 3                | Match pour la 3e place | Match pour la 3e place |   |  |                  |                  |
|  | 14.07.22 à 18:30 | 14.07.22 à 18:30 |                  | Turquie          | Match pour la 3e place | Match pour la 3e place | 0 |  |                  |                  |
|  | Turquie          | 3                | 17.07.22 à 15:00 | 17.07.22 à 15:00 |                        |                        | 0 |  |                  |                  |
|  | Turquie          | 3                | 17.07.22 à 15:00 | 17.07.22 à 15:00 |                        |                        |   |  |                  |                  |
|  | Thaïlande        | 1                |                  | Serbie           | 3                      |                        |   |  |                  |                  |
|  | Thaïlande        | 1                |                  | Serbie           | 3                      |                        |   |  |                  |                  |
|  |                  |                  |                  |                  |                        |                        |   |  | Turquie          | 0                |
|  |                  |                  |                  |                  |                        |                        |   |  | Turquie          | 0                |

## Classement final
| Place              | Équipe                 |
| ------------------ | ---------------------- |
| Médaille d'or      | Italie                 |
| Médaille d'argent  | Brésil                 |
| Médaille de bronze | Serbie                 |
| 4                  | Turquie                |
| 5                  | États-Unis             |
| 6                  | Chine                  |
| 7                  | Japon                  |
| 8                  | Thaïlande              |
| 9                  | République dominicaine |
| 10                 | Allemagne              |
| 11                 | Pays-Bas               |
| 12                 | Canada                 |
| 13                 | Pologne                |
| 14                 | Bulgarie               |
| 15                 | Belgique               |
| 16                 | Corée du Sud           |